# Calle General Riera

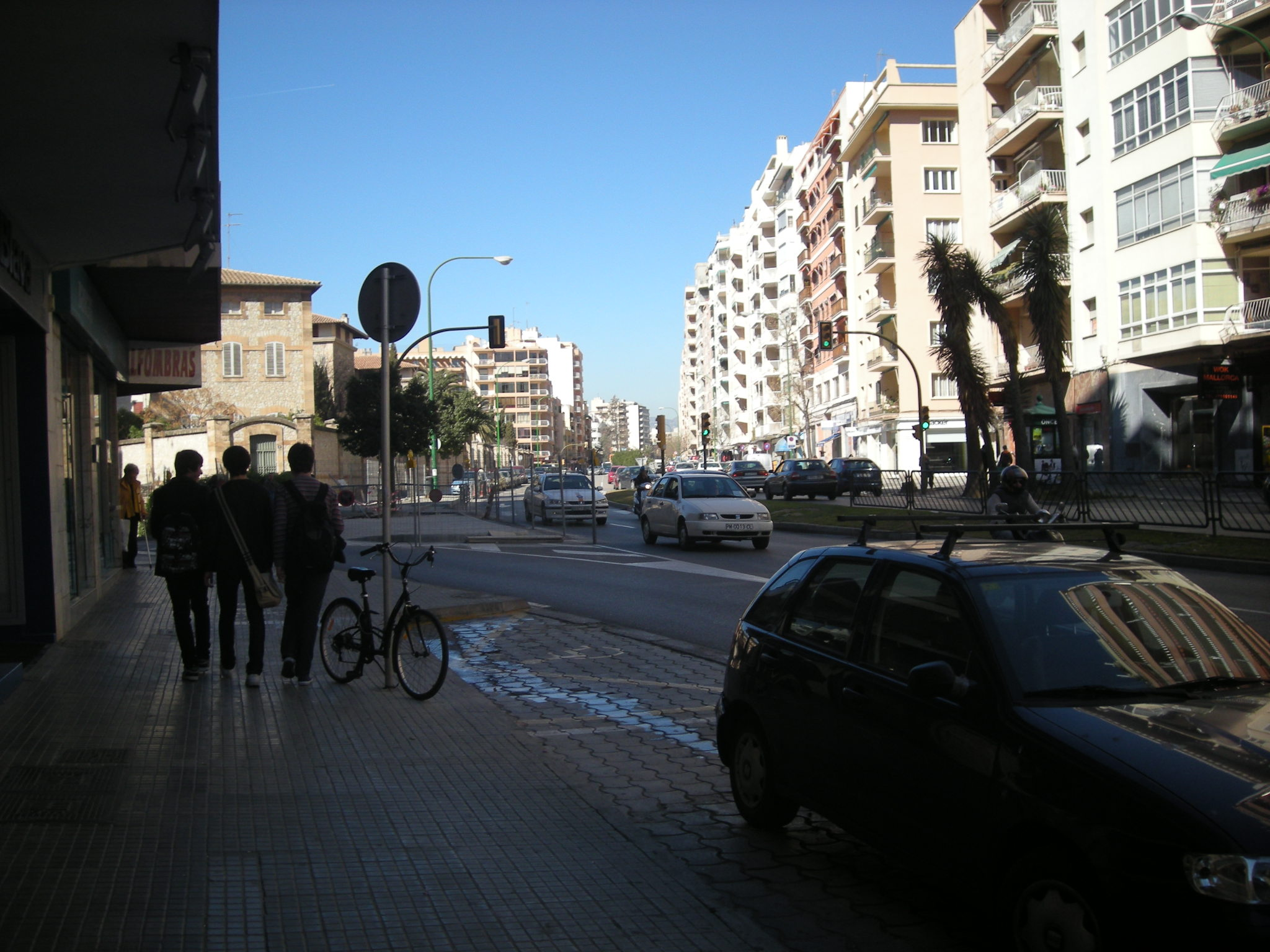
General Riera, a la altura de la calle Blanquerna.

La Calle General Riera de Palma de Mallorca es una de las principales vías de la ciudad. Conecta la carretera de Establiments con las Avenidas, concretamente en la confluencia de la Avenida Conde de Sallent con la Vía Alemania.
Su nombre es en honor a Bernat Riera Alemany, un militar mallorquín que participó en la guerra de Cuba.